# 別雷
55°50′N 32°56′E / 55.833°N 32.933°E
別雷（羅馬化：Belyy，直译：「白」）是俄羅斯特維爾州西南部的一個城市，與斯摩棱斯克、勒熱夫、托羅佩茨距離大致相等。2002年人口4,350人。
1359年首見於文獻。多次在俄國與立陶宛之間爭持。